# Курто, Августин
Августи́н (Август, Огастайн, Огюстен) Курто́ (англ. Augustine Courtauld; 26 августа 1904 — 3 марта 1959) — британский полярный исследователь, участник нескольких экспедиций в Гренландию, в том числе экспедиции Джино Уоткинса (1930—1931), во время которой провёл в одиночестве пять месяцев (из них шесть недель в снежном плену) на импровизированной метеостанции на гренландском ледяном щите и был спасён участниками основной партии в самый последний момент.

## Биография
Августин Курто родился 26 августа 1904 года в Бокинге (Эссекс) в семье промышленника и коллекционера искусств — основателя одноимённого Института искусства Самуэля Курто и его супруги Эдит Энн (в девичестве Листер). Начальное образование получил в школе Чартерхаус, а после в Тринити-колледже (Кембридж) степень в области инженерии и географии. С детства увлекался яхтингом.
В 1926 году Курто принял участие в экспедиции Джеймса Уорди в Восточную Гренландию (район фьорда Франца-Иосифа), в которой исполнял обязанности помощника геодезиста. На следующий год вместе с Френсисом Роддом и его братом Питером совершил девятимесячное путешествие в Западную Африку, во время которого занимался антропологическими и географическими исследованиями, а в 1929-м он вновь вместе с Уорди отправился в Восточную Гренландию и стал участником партии, совершившей первое восхождение на пик Петерманна (2 943 м).
В 1930—1931 годах Курто принял участие в британской экспедиции Джино Уоткинса (англ. British Arctic Air Route Expedition), одной из основных задач которой было изучение погодных условий в зимний период на ледниковом щите Гренландии для возможности организации трансатлантических полётов из Англии в США и Канаду по кратчайшему маршруту (через Фарерские острова, Исландию, Гренландию, Баффинову Землю и Гудзонов залив). С этой целью на ледниковой шапке острова в 180 милях от восточного побережья на высоте 2500 метров (67°05’ СШ, 41°48’ ЗД) была организована метеостанция, которая представляла собой вкопанную в снег небольшую двухслойную палатку с нижним входом, рядом с которой были установлены измерительные приборы. Предполагалось, что на станции будут работать посменно по двое человек по шесть недель. Первая пара отработала с 30 августа по 2 октября, вторая с октября по 3 декабря. Третья партия, в состав которой входил Курто, из-за крайне сложных погодных условий провела в пути к метеостанции значительно большее время, чем планировалось, и поэтому израсходовала часть рационов и топлива, предназначенных для станции. Из-за этого на ней до начала весны мог остаться лишь только один человек (и то при условии строгой экономии). Курто добровольно вызвался провести зимовку и провёл на метеостанции в одиночестве пять месяцев, из которых последние шесть недель находился в снежном плену — разразившаяся 22 марта снежная буря замуровала Курто в его убежище. Только 5 мая 1931 года спасательной партии Уоткинса удалось обнаружить место бывшей метеостанции по едва выступавшим над поверхностью снега кончику Юнион Джека и вентиляционной трубы и спасти Августина из заточения. К этому времени у него полностью закончились топливо и пища.
После благополучного возвращения на экспедиционную базу, Курто вместе с Уоткинсом совершил 600-мильное путешествие на двух открытых мотоботах вдоль восточного побережья Гренландии от Аммассалика до Джулианхаба (Julianahaab) на его западном берегу.
Ещё во время экспедиции 1930—1931 годов во время аэроразведки Уоткинсом был открыт горный хребет, который позже получил его имя, и в котором была открыта, на тот момент, предположительно, самая высокая вершина острова — Гунбьёрн. В 1935 году Курто последний раз отправился в восточную Гренландию, чтобы вместе с британским геологом Лоуренсом Вагером провести более детальную разведку хребта Уоткинса, его геологии, а также провести археологические изыскания. В рамках этой экспедиции удалось совершить первое восхождение на Гунбьёрн, высота которой была определена в 3 718 метров (ист. 3 694 м). В восхождении принимали участие Л. Вагер, его брат Г. Вагер и датчанин Эббе Мунк.
Во время Второй мировой войны Курто служил в Королевском военно-морском резерве. Был почётным секретарём Совета Королевского географического общества, являлся членом Британского альпклуба и комитета управления Института полярных исследований имени Скотта. Он работал мировым судьей и входил в совет графства Эссекс. В 1956 году Курто основал благотворительный фонд Augustine Courtauld Trust, оказывающий финансовую поддержку начинающим исследователям.
Августин Курто умер 3 марта 1959 года в возрасте 54 лет от рассеянного склероза. Он был женат на Молли Монтгомери (с 1932 года), в семье родилось шестеро детей. В его честь в 2011 году в хребте Уоткинса названа горная вершина.

## Комментарии
1. ↑  Фонетически с английского имя и фамилия звучат как Августин (Огастин) Куртолд[3]. Произношение фамилии в данном случае с французского языка[4].